# Кристиансен, Хайни
Ха́йни Сю́насон Кри́стиансен (фар. Heini Súnason Kristiansen; род. 10 марта 1986 года в Тофтире, Фарерские острова) — фарерский политический и церковный деятель, футболист.

## Биография
Хайни родился в религиозной семье лютеран. Его назвали в честь сандавоавурского аббата Хайни Ф. Петерсена. Свою футбольную карьеру он начинал в академиях клубов «Б68» и «Скала», играя на позиции вратаря. В составе последних Хайни дебютировал во взрослом футболе: 15 сентября 2002 года он пропустил 1 гол в матче премьер-лиги Фарерских островов против клуба «ЭБ/Стреймур». Также в своём первом сезоне вратарь принял участие в поединке со столичным «ХБ», пропустив в нём 5 мячей. В 2003 году Хайни провёл 4 матча за «Скалу» в высшем фарерском дивизионе и пропустил 14 голов. В следующем сезоне он отыграл 2 встречи за эту команду, пропустив 5 мячей. В 2005—2007 годах Хайни выступал исключительно за резервный состав «Скалы».
В 2007 году он отправился изучать религию в Копенгаген и стал играть за местный клуб «ИФ». В 2009 году он ненадолго вернулся на Фарерские острова и успел провести 1 матч за резервный состав «Б68» в первом дивизионе. Хайни окончательно вернулся на родину в 2017 году, став диаконом церкви Фруйрикскиркьян. Тогда же он начал выступать за первую команду «Б68». В сезоне-2017 Хайни провёл 5 игр и пропустил 6 мячей. Следующие матчи за первую команду тофтирцев он отыграл в 2019 году, пропустив 11 голов в 7 встречах.
В ноябре 2020 года Хайни одержал победу на выборах председателя коммуны Нес, набрав 150 голосов избирателей. Он отказался от этой должности в пользу своего ближайшего конкурента Сюни уй Хьёллума (142 голоса), став вице-председателем коммуны Нес и возглавив её экологический комитет. Хайни совмещает политическую, церковную и футбольную деятельность с работой в отделе кадров компании «Bakkafrost». Он женат на Сюзанне Касс, пара воспитывает трёх детей.